# Acrotome
Acrotome – rodzaj roślin z rodziny jasnotowatych (Lamiaceae). Obejmuje 8 gatunków występujących w równikowej i południowej Afryce. 

## Morfologia
PokrójRośliny jednoroczne, byliny lub półkrzewy.
KwiatyW główkowato zagęszczonych okółkach na szczytach pędów. Kwiatostany od kilku- do wielokwiatowych, często kulistawe. Podsadki podobne do liści, przysadki równowąskie, często zmienione w ciernie. Działki kielicha zrośnięte w rurkę, z 10–11 nerwami, zwieńczoną 5–11 równymi lub nierównymi ząbkami. Korona dwuwargowa, biała, z górną wargą z reguły krótszą od dolnej. Dolna warga trójdzielna, ze środkową łatką najdłuższą. Pręcików jest 4 i są one złączone ze sobą za pomocą włosków.

## Systematyka
Rodzaj z podrodziny Lamioideae w obrębie rodziny jasnotowatych (Lamiaceae).
Wykaz gatunków
- Acrotome angustifolia G.Taylor
- Acrotome fleckii (Gürke) Launert
- Acrotome hispida Benth.
- Acrotome inflata Benth.
- Acrotome mozambiquensis G.Taylor
- Acrotome pallescens Benth.
- Acrotome tenuis G.Taylor
- Acrotome thorncroftii Skan